# Far (banda)
Far es una banda de Sacramento, Estados Unidos.

## Historia
Después de un número de lanzamientos locales incluyendo el primer Sweat a River, Live No Lies (1991) y dos álbumes independientes Listening Game (1992) and Quick (1994), firmaron con Epic/Inmortal Records lanzando su primer disco en una grande, Tin Cans with Strings to You (1996). Su próximo lanzamiento fue el EP titulado Soon (1997), que fue seguido de su cuarto álbum y más popular a la fecha: Water & Solutions (1998). El disco alcanzó gran seguimiento, cierto culto, a finales de los 90, debido a su sencillo, "Mother Mary", y las giras de la banda con viejos amigos como Deftones e Incubus. El sonido más melódico que mostraban en dicho álbum es citado a menudo como influencia a bandas actuales de rock alternativo como Thursday, Biffy Clyro y Jimmy Eat World.

### Separación y actividades post-Far (2000–2007)
Desde su separación en 1999, los miembros han participado en numerosos proyectos, a menudo bastante experimentales. El frontman Jonah Matranga continuó su proyecto solitario Onelinedrawing y formó la ahora difunta banda New End Original (un anagrama de Onelinedrawing). Matranga separó Onelinedrawing en agosto del 2004. En 2005 fue cantante de la nueva banda Gratitude, lanzando su debut en Atlantic Records. Sin embargo, se retiraron a finales de año tocando su último tour en diciembre. Ahora toca bajo su nombre propio, con nuevos trabajos así como sus discos anteriores. El guitarrista y fundador Shaun Lopez pasó a formar The Revolution Smile. La banda lanzó 2 discos y giraron por Estados Unidos y Europa. También tiene su propio estudio donde ha producido a bandas como Trigger Point, Giant Drag, The X-Ecutioners y el quinto disco de Deftones (Saturday Night Wrist) y el más reciente de Will Haven, el cuarto, The Hierophant. El bajista John Gutenberger esta actualmente tocando en una banda Two Sheds y en otra llamada Jackpot.
El baterista Chris Robyn ha tocado desde entonces muchos shows con Will Haven en 2000.

### Reunión (2009–presente)
En 2008, la banda confirmó que se reunirían para un puñado de fechas en Estados Unidos y un pequeño tour por Reino Unido. Junto con el tour inglés confirmado y un cover de la canción "Pony" de Ginuwine posteado en su myspace como Hot Little Pony. La banda lanzó su sitio oficial en thebandfar.com. Vagrant anunció que firmaron con Far, y la banda estaba dando toques finales a su quinto álbum. Postearon un vídeo de 3 partes que concluyó una lectura de "At Night we Live" en 2010 en Vagrant Records. El nombre también es el título de una canción que escribieron al bajista de Deftones después de su accidente del pasado noviembre. En febrero de 2010 anunciaron que At Night We Live será lanzado en 18 de mayo de 2010. El vocalista y líder de la banda Jonah Matranga anunció que el álbum se retrasó al 25 de mayo por la finalización del Artwork.

## Miembros
- Jonah Matranga — vocals, guitar
- Shaun Lopez — guitar
- John Gutenberger — bass
- Chris Robyn — drums, percussion

## Discografía

### Full Albums
- Listening Game (1992)
- Quick (1994)
- Tin Cans with Strings to You (1996)
- Water & Solutions (1998)
- At Night We Live (2010)

### Sencillos
- Pony (2008) #40 US Modern Rock

### EP
- Soon (1997)

### Promos
- The System (with E-Bomb snippets) (1998)
- Mother Mary
- Love, American Style
- What I've Wanted To Say
- In The Aisle, Yelling (released on CD and cassatte)
- Pony (1 track advance promo 4:23 on Vagrant) (2009)

### 7"s
- Far Does Madonna (w/Sea Pigs)
- Boring Life
- Far / Incubus split w/ Water and Solutions
- Far / Incubus / Korn / Urge Split (Far song – In the Aisle Yelling) (1997 promo inmortal)
- Far / Incubus Split (Far – mother Mary Incubus – Certain Shade of Green) (1998)
- Pony w/ Pony acoustic (2009)

### Demos
- Sweat A River, Live No Lies (1991)